# ائوسبیو کینو
اِئوسِبیو فرانسیسکو کینو (Eusebio Francisco Kino) (ایتالیایی: Eusebio Francesco Chini) (اسپانیایی: Eusebio Francisco Kino) (زادهٔ ۱۰ اوت ۱۶۴۵ – درگذشتهٔ ۱۵ مارس ۱۷۱۱) که اغلب از وی به‌نام پدر کینو یادآوری می‌شود، یک یسوعی، مبلغ مذهبی، جغرافی‌دان، کاوشگر، نقشه‌نگار و اخترشناس اهل تیرول بود، او در قلمرو اسقفی ترینت که در آن زمان بخشی از امپراتوری مقدس روم بود، زاده شد. او ۲۴ سال آخر زندگی خود را در منطقه‌ای که در آن زمان معروف به پیمریا آلتا بود کار کرد، منطقه‌ای که امروزه شامل ایالت سونورا در مکزیک و آریزونای جنوبی در ایالات متحده است. او به کاوشگری در این منطقه پرداخته و با جمعیت مردمان بومی آمریکا کار کرد، از جمله با توهونو او ادهم، سوبایپوری و سایر مردمان قوم پیمای علیا. او با رهبری یک سفر اکتشافی زمینی به شبه‌جزیره باخا کالیفرنیا، ثابت نمود که این باخا کالیفرنیا یک جزیره نیست. تا زمان درگذشت خود، او ۲۴ پایگاه تبلیغ مذهبی و ویزیتا (کلیسای کوچک محلی یا پایگاه‌های دیدار از یکدیگر) تأسیس کرده بود.

## اوایل زندگی
کینو با نام اِئوسِبیو چینی (طرز نوشتار کینو، نسخه‌ای بود که بیشتر در مناطق اسپانیایی-زبان رایج بود) در دهکده سیگنو (حالا بخشی از شهرداری پریدایا) که در آن زمان تحت حاکمیت شهزاده- قلمرو اسقفی ترینت در امپراتوری مقدس روم بود، زاده شد. پس از بازیابی سلامت خود از یک بیماری، او برای برآورده سازی عهدی که کرده بود، در ۱۶۶۵ میلادی نام فرانسیسکو را برای ایمان به سنت فرانسیسکو خاویر، به عنوان نام میانی خود برگزید.
بعضاً نام او در زبان لاتین به‌گونه ایوسیبس فراسیسکوس کینوس یا حتی در زبان آلمانی به‌گونه ایوسیبیوس فرانز کوهن یافت می‌گردد.
والدین وی فرانسیسکو چینی و مارگریتا لوچی متعلق به خانواده‌های اشرافی محلی بودند. تاریخ تولد دقیق او مشخص نیست او در ۱۰ اوت ۱۶۴۵ در کلیسای محلی واقع در تائیو، غسل تعمید داده شد. کینو در کالجی یسوعی در هال این تیرول، اتریش آموزش دیده و پس از بازیابی سلامت خود از یک بیماری، او در ۲۰ نوامبر ۱۶۶۵ به انجمن عیسی پیوست. از ۱۶۶۴ تا ۱۶۶۹ میلادی، او به عنوان عضو این انجمن در شهرهای فرایبورگ، اینگولشتات و لاندسبرگ، باوریا آموزش دینی دریافت کرد. پس از اتمام آخرین مرحله آموزشی این انجمن که در جریان آن او مشغول تدریس ریاضی در اینگولشتات بود، او در ۱۲ ژوئن ۱۶۷۷ به درجه کشیش در مدارج تقدیس رسید.
هرچند کینو می‌خواست به خاور برود، اما او به اسپانیای نو فرستاده شد. بنابر تاخیرهای که در جریان سفر هنگام عبور از اروپا رخ داد، او کشتی را که قرار بود در آن سفر نماید از دست داد و او مجبور بود یک سال منتظر کشتی بعدی بماند. در خلال مدتی که او در کادیس، اسپانیا در حال انتظار بود، او مشاهداتی را که در اواخر ۱۶۸۰ تا اوایل ۱۶۸۱ از یک دنباله‌دار (بعداً به‌نام دنباله‌دار کرچ شناخته شد) انجام داده بود، نوشت و آنرا تحت عنوان Exposición astronómica de el cometa به چاپ رسانید. این مطالعه وی، بعدها به موضوع شعر سونِت شاعر و راهبه مستعمره‌نشین از اسپانیای نو به‌نام خواهر خوانا اینس د لا کروز، O.S.H، مبدل شد.

## پایگاه مذهبی در باخا کالیفرنیا
نخستین مأموریت کینو رهبری سفر اکتشافی آتوندو به شبه‌جزیره باخا کالیفرنیا در ولایت لاس کالیفرنیاس، اسپانیای نو بود. او پایگاه تبلیغ مذهبی سان برونو را در ۱۶۸۳ میلادی تأسیس کرد. پس از خشکسالی درازمدت در سال ۱۶۸۵ میلادی، کینو و سایر مبلغان مذهبی یسوعی مجبور گردیدند تا پایگاه تبلیغ مذهبی را رها نموده و به پایتخت نایب‌السلطنه در مکزیکو سیتی بازگرداند.

## پایگاه‌های مذهبی در پیمریا آلتا
پدر کینو حرفه خود در پیمریا آلتا را در صبح ۱۴ مارس ۱۶۸۷، ۲۴ سال و یک روز قبل از مرگش در ۱۵ مارس ۱۷۱۱، آغاز کرد. حرفه وی از همان صبحی آغاز گردید که او کوکورپ را ترک کرد، شهرکی که زمانی «لبه مسیحیت» پنداشته می‌شد.
پس از اینکه پدر کینو در پیمریا آلتا رسید، بنا بر درخواست مردمان بومی، او به سرعت نخستین پایگاه تبلیغ مذهبی را در دره‌ای در کوه‌های سونورا تأسیس نمود. متعاقب آن، کینو به سراسر مناطق شمالی مکزیک و مناطق امروزی کالیفرنیا و آریزونا سفر کرد. او از مسیرهای تجارتی باستانی رفت که در هزاره قبل از مردمان بومی ایجاد شده بودند. این باریک‌راه‌ها بعداً به جاده توسعه داده شدند. او با سفرهای اکتشافی زیادی که انجام داد، مساحت بیش از ۲۵۰ مایل مربع (۱۳۰٬۰۰۰ کیلومتر مربع) طی نموده و در این جریان از مساحتی با ۲۰۰ مایل (۳۲۰ کیلومتر) طول و ۲۵۰ مایل (۴۰۰ کیلومتر) عرض نقشه‌برداری کرد. نقشه‌های که کینو ترتیب داد تا ۱۵۰ سال پس از مرگ وی، صحیح‌ترین نقشه‌های این منطقه پنداشته می‌شدند. بیشتر نقاط جغرافیایی از جمله رود کلرادو برای اولین بار توسط کینو نام‌گذاری شده بودند. کینو نقش مهمی در رشد اقتصادی این منطقه داشت، با مردمان بومی که از قبل مشغول کشاورزی بودند، کار می‌کرد و آنها را با بذرها، میوه‌جات، گیاهان و غلات اروپایی آشنا نمود. او همچنین به آنها نحوه پرورش گاو، گوسفند و بز را به آنها آموخت. رمه‌ای که کینو در نخست به پایگاه تبلیغ مذهبی در پیمریا آلتا وارد کرده بود تنها بیست گاو داشت، اما در این جریان به ۷۰٬۰۰۰ گاو افزایش یافت. مورخ هربرت بولتون از کینو به عنوان نخستین مالدار آریزونا یاد کرد.

### تعامل با مردمان بومی
پدر کینو در جریان سفرهای خود در پیمریا آلتا با ۱۶ قوم مختلف تعامل نمود. برخی این قبایل در مرز پیمریا آلتا زمین داشتند، اما در بیشتر موارد نمایندگان قبایل از مرز زمین‌های پیما عبور می‌کردند تا با کینو ملاقات نمایند. بعضاً هم پدر کینو به زمین‌های آنها می‌رفت تا با آنها دیدار نماید. قبایلی که کینو با آنها دیدار نمود، شامل قبایل ذیل بود: کوکوپا، ایودیوا، هیا سیید او ادهام (کینو آنرا یومان‌ها خواند)، کامیا، کاولچادون، کیلیوا، ماریکوپا، مانتین پیما، اوپاتا، کویپان، گیلا ریور پیما، سری (کوماک)، توهونو او ادهام، سوبایپوری، ویسترن آپاچی، یاواپای و یاکی (یومی).

### علاقه‌مندی‌ها
کینو نظام برده‌داری و کار اجباری در معادن نقره که اسپانیایی‌ها بر مردم بومی تحمیل کرده بودند، مخالفت داشت. این امر همچنین باعث مناقشه گسترده میان سایر مبلغان مذهبی همکار وی شد و بیشتر آنها در مطابقت با قوانینی که از سوی اسپانیا در این قلمرو وضع شده بود، عمل می‌کردند. کینو، نویسنده نیز بود و کتاب‌های در حوزه‌های دین، ستاره‌شناسی و نقشه‌نگاری می‌نوشت. او از ایالت امروزی سونورای مکزیک تا ۱۵۰ مایل (۲۴۰ کیلومتر) به سمت شمال شرق، منطقه امروزی آریزونا، پایگاه‌های تبلیغ مذهبی فراوانی تأسیس کرد که حتی امروزه، پایگاه مذهبی سن خاویر دل باک در نزدیکی منطقه توکسون، یک مکان باستانی تاریخی، به عنوان کلیسای محلی فرانسیسکن فعال است. کینو نزده رانچری (دهکده) تأسیس کرد که به سایر مناطق مسکونی گاو فراهم می‌کرد.
کینو در سایر حوزه‌ها نیز ماهر بود و براساس گزارش‌ها، او یک ستاره‌شناس، ریاضی‌دان و نقشه‌نگار حرفه‌ای بود که نخستین نقشه‌های صحیح از پیمریا آلتا، خلیج کالیفرنیا و باخا کلیفرنیا را نقاشی کرد. پدر کینو از ساختن کشتی‌های نمونه‌ای با استفاده از چوب، لذت می‌برد. دانش او از نقشه و کشتی موجب ایجاد این باور در وی شد که هندی‌های مکزیک به راحتی می‌توانند از طریق دریا به کالیفرنیا وارد شوند، نظری که مبلغان مذهبی به آن نگاه توأم با شک داشتند. زمانی که کینو پیشنهاد ساختن کشتی را که بتواند از بیابان سونورا به کرانه غربی مکزیک ارایه نمودن و کار ساخت آنرا آغاز نمود، بیشتر مبلغان همکار وی شروع به پرسیدن سؤال در مورد قابلیت او کردند. با در نظر داشت حرفه کینو، او ثروت غیرمعمولی داشت که از آن اساساً برای حمایت از فعالیت‌های تبلیغ مذهبی خود استفاده می‌کرد. هم‌عصریان وی گزارش‌های توأم با شک در مورد ثروت او ارایه نمودند.

## مرگ
کینو تا زمان مرگ خود در ۱۷۱۱ میلادی، در میان پایگاه‌های تبلیغ مذهبی خود باقی ماند. او در ۱۵ مارس ۱۷۱۱ به عمر ۶۵ سالگی بر اثر بیماری تب، در جاییکه امروزه ماگدالینا دی کینو، سونورا، مکزیک واقع شده‌است، درگذشت. بقایای اسکلتی وی در سردابه وی قابل دید بوده و یکی از بناهای مالی مکزیک است.

## میراث
کینو هم در ایالات متحده و هم در مکزیک با نام‌گذاری شهرک‌ها، خیابان‌ها، مدارس، بناهای یادبود و نام‌گذاری مکان‌های جغرافی به افتخار وی مورد قدردانی قرار گرفته‌است. مواد معدنی سیلیکات مس، کینوایت به افتخار او نام‌گذاری شده‌است. در ۱۹۶۵ میلادی، مجسمه کینو به کلکسیون سالن تندیس ملی کاخ کنگره آمریکا اهدا گردید و یکی از دو مجسمه‌ای است که از آریزونا نمایندگی می‌نماید. یکی دیگر از مجسمه‌های وی در بالای شاهراه کینو، یکی از شاهراه‌های بزرگ در توسان، قرار دارد. یک تندیس اسب‌سوار از کینو که در ۱۹۶۷ میلادی توسط ایالت سونورای مکزیک اهدا گردید، در میدان یادبود ویسلی بولین (Wesley Bolin Memorial Plaza) پهلوی کاپیتول ایالت اریزونا در فینیکس قرار داده شده‌است. یک کپسول زمان در پایه آن قرار داده شده‌است. یک تندیس اسب‌سوار دیگر از وی همچنین در نزدیکی کلیسای بزرگ در شهر ارموسییو، سونورا، مکزیک قرار داده شده‌است. شهرهای باهیا کینو، ماگدالینا دی کینو در ایالت سونورا و اجیدو پادری کینو در باخا کالیفرنیا به افتخار وی نام‌گذاری شده‌اند. پارکی در شهری نوگالس، آریزونا وجود دارد که مجلسمه کینو در آن قرار داده شده‌است. بزرگ‌ترین مجسمه کینو در امتداد مرز ایالات متحده و مکزیک در شهر تیخوانا، باخا کالیفرنیا قرار دارد. یک نوع شراب (پادری کینو) نیز به افتخار او نام‌گذاری شده‌است که توسط شرکت پرنو ریکارد در مکزیک در ارموسییو، سونورا تولید می‌گردد. استان‌های یسوعی مکزیکی و آمریکایی و قلمروهای اسقفی کاتولیک، خدمات پناهندگی یسوعی و خواهران مبلغ مذهبی ایوکاریست در ۲۰۰۹ میلادی سازمان ابتکار مرزی کینو را تأسیس نمودند، سازمانی خدمات و دادخواهی پناهندگی در نوگالس، سونورا و نوگلاس، آریزونا که به افتخار او نام‌گذاری شده‌است. مجسمه‌ای از کینو در باغ پیتزا دانتی که درست خارج از مرکز تاریخی ترینتو، ایتالیا واقع شده‌است در ۲۰۱۵ میلادی بلند گردید. در ۱۹۶۳ میلادی، او با تشریفات رسمی در سالن غربی‌های بزرگ (Hall of Great Westerners) در موزه ملی میراث فرهنگی غربی و کاوبای (National Cowboy & Western Heritage Museum) قرار داده شد.